# Anastrepha barbiellinii
Anastrepha barbiellinii är en tvåvingeart som beskrevs av Lima 1938. Anastrepha barbiellinii ingår i släktet Anastrepha och familjen borrflugor. Inga underarter finns listade i Catalogue of Life.